# Öndiffúzió
Az öndiffúzió az azonos koncentrációjú és hőmérsékletű, egykomponensű, homogén rendszerek saját molekuláinak hőmozgás előidézte helyváltoztatása. A részecskék Brown-mozgása idézi elő. Kísérletes megfigyelésére a radioaktív nyomjelzés  módszerét alkalmazzák oly módon, hogy az adott anyag molekuláiban egy-egy atomot radioaktív izotópjával helyettesítenek, s a radioaktív sugárzás észlelése segít a molekulák szétterjedésének megfigyelésében, illetve mérésében.